# The Cub
The Cub is een Amerikaanse dramafilm uit 1915 onder regie van Maurice Tourneur. Het scenario is gebaseerd op de gelijknamige toneelstuk uit 1910 van de Amerikaanse auteur Thompson Buchanan.

## Verhaal
De onervaren journalist Steve Oldham wordt naar het platteland gestuurd om verslag te brengen van de jarenlange vete, die ontstond toen de rapen van Bill White werden opgegeten door het varken van Jim Renlow. Hoewel Steve zijn best doet om onpartijdig te blijven, valt hij voor de lerares Alice Renlow. Uiteindelijk kan hij de beide partijen verzoenen.

## Rolverdeling
| Acteur          | Personage      |
| --------------- | -------------- |
| Johnny Hines    | Steve Oldham   |
| Martha Hedman   | Alice Renlow   |
| Robert Cummings | Kapitein White |
| Dorothy Farnum  | Peggy White    |
| Jessie Lewis    | Becky King     |
| Bert Starkey    | Stark White    |